# Idlib (distrikt)
Idlib (arabiska: منطقة ادلب, منطقة مركز ادلب) är ett distrikt i Syrien.   Det ligger i provinsen Idlib, i den nordvästra delen av landet, 270 km norr om huvudstaden Damaskus. Antalet invånare är 157 427. Arean är 23,0 kvadratkilometer.